# Graukopfkiebitz
Der Graukopfkiebitz (Vanellus cinereus, Syn.: Hoplopterus cinereus (Blyth, 1842); Microsarcops cinereus (Blyth, 1842); Pluvianus cinereus Blyth, 1842), ist ein mittelgroßer Watvogel in der Familie der Regenpfeifer (Charadriidae).
Er kommt in China, in angrenzenden Teilen Russlands und in Japan vor. Er ist Wintergast in Südasien von Nepal, Nordindien und Nordostindien, Bangladesch und Nordindochina.
Sein Verbreitungsgebiet umfasst ungestörte Lebensräume in Sümpfen und in der Nähe von Flüssen und Reisfeldern.

## Beschreibung
Der Graukopfkiebitz ist 34–37 cm groß und wiegt zwischen 236 und 296 g. Die Flügelspannweite beträgt 75–76 cm. Er ist ein großer, ziemlich einfarbiger Kiebitz mit grauem Kopf, Nacken und oberem Brustbereich, schwarzem, unscharf begrenztem Brustband und brauner Oberseite. Der Schnabel ist gelb mit schwarzer Spitze, die Beine sind gelb. Im Fluge sind die Armschwingen weiß, der Schwanz trägt ein schwarzes Band.

## Stimme
Der Ruf des Männchens wird als klagendes “chee-it, chee-it” und als gelegentliches scharfes “kik” im Fluge beschrieben.

## Lebensweise
Die Nahrung besteht – soweit bekannt – aus Insekten, Würmern und Weichtieren. Die Nahrungsaufnahme erfolgt vorwiegend im Wasser watend.
Die Brutzeit liegt zwischen März und April in Japan. Der Vogel lebt monogam.

## Gefährdung
Der Graukopfkiebitz gilt als nicht gefährdet (Least Concern).